# Allassoida
Allassoida es un género de foraminífero bentónico de la familia Siphogenerinoididae, de la superfamilia Buliminoidea, del suborden Buliminina y del orden Buliminida. Su especie tipo es Sagrina virgula. Su rango cronoestratigráfico abarca desde el Mioceno hasta la Actualidad.

## Discusión
Clasificaciones previas incluían Allassoida en el suborden Rotaliina del orden Rotaliida.

## Clasificación
Allassoida incluye a las siguientes especies:
- Allassoida schlumbergerii
- Allassoida virgula